# Fondation Jean Dubuffet
La Fondation Jean Dubuffet è una fondazione fondata dall'artista Jean Dubuffet (1901-1985) nel 1973. La sua sede legale a sede Rue de Moulin Neuf, Sente des Vaux-Ruelle aux Chevaux, Périgny-sur-Yerres, Val-de-Marne, con la segreteria situata nel VI arrondissement  in rue de Sèvres 137 a Parigi, Francia. Entrambi aperti al pubblico.
La fondazione conserva le opere originali di Dubuffet, nonché oggetti della sua collezione personale, tra cui piani, disegni e modelli, gouaches, disegni e stampe, note e manoscritti, documenti, ecc. Attualmente contiene oltre 1000 opere e oltre 14 000 fotografie artistiche. La sua collezione principale si trova a Périgny-sur-Yerres e aperta al pubblico.